# Parafia Wniebowzięcia Najświętszej Maryi Panny w Górze (powiat sieradzki)
Parafia Wniebowzięcia Najświętszej Maryi Panny w Górze – parafia rzymskokatolicka, znajdująca się w diecezji włocławskiej, w dekanacie warckim. 
Administratorem parafii jest od 2024 ks. Ignacy Myszyński.  